# Chaetodontoplus niger
Chaetodontoplus niger är en fiskart som beskrevs av Chan, 1966. Chaetodontoplus niger ingår i släktet Chaetodontoplus och familjen Pomacanthidae. IUCN kategoriserar arten globalt som livskraftig. Inga underarter finns listade i Catalogue of Life.